# Train bleu (Afrique du Sud)
Pour les articles homonymes, voir Train bleu.
 (juin 2023).
La mise en forme du texte ne suit pas les recommandations de Wikipédia : il faut le « wikifier ».
Les points d'amélioration suivants sont les cas les plus fréquents. Le détail des points à revoir est peut-être précisé sur la page de discussion.
- Les titres sont pré-formatés par le logiciel. Ils ne sont ni en capitales, ni en gras.
- Le texte ne doit pas être écrit en capitales (les noms de famille non plus), ni en gras, ni en italique, ni en « petit »…
- Le gras n'est utilisé que pour surligner le titre de l'article dans l'introduction, une seule fois.
- L'italique est rarement utilisé : mots en langue étrangère, titres d'œuvres, noms de bateaux, etc.
- Les citations ne sont pas en italique mais en corps de texte normal. Elles sont entourées par des guillemets français : « et ».
- Les listes à puces sont à éviter, des paragraphes rédigés étant largement préférés. Les tableaux sont à réserver à la présentation de données structurées (résultats, etc.).
- Les appels de note de bas de page (petits chiffres en exposant, introduits par l'outil «  Source ») sont à placer entre la fin de phrase et le point final[comme ça].
- Les liens internes (vers d'autres articles de Wikipédia) sont à choisir avec parcimonie. Créez des liens vers des articles approfondissant le sujet. Les termes génériques sans rapport avec le sujet sont à éviter, ainsi que les répétitions de liens vers un même terme.
- Les liens externes sont à placer uniquement dans une section « Liens externes », à la fin de l'article. Ces liens sont à choisir avec parcimonie suivant les règles définies. Si un lien sert de source à l'article, son insertion dans le texte est à faire par les notes de bas de page.
- La présentation des références doit suivre les conventions bibliographiques. Il est recommandé d'utiliser les modèles {{Ouvrage}}, {{Chapitre}}, {{Article}}, {{Lien web}} et/ou {{Bibliographie}}. Le mode d'édition visuel peut mettre en forme automatiquement les références.
- Insérer une infobox (cadre d'informations à droite) n'est pas obligatoire pour parachever la mise en page.

Pour une aide détaillée, merci de consulter Aide:Wikification.
Si vous pensez que ces points ont été résolus, vous pouvez retirer ce bandeau et améliorer la mise en forme d'un autre article.
 (juin 2023).
Le train bleu est le nom d'un parcours en train environ 1 600 kilomètres à travers l'Afrique du Sud entre les villes de Pretoria et du Cap.
D'après la compagnie, c'est l'un des voyages en train les plus luxueux au monde. Il dispose d'un service de majordome, de deux voiture-salons (fumeurs et non-fumeurs), d'une voiture d'observation et de voitures aux baies vitrées teintées d'or, dans des compartiments insonorisés et entièrement recouverts de moquette, chacun disposant de sa propre salle de bains (dont beaucoup sont équipées d'une baignoire).
Le service est présenté comme un « magnifique hôtel cinq étoiles émouvant » par la compagnie, qui notent que des rois et des présidents y ont voyagé.

## Histoire
Les origines du train bleu remontent à 1923, lorsque l'Union Express a commencé entre Johannesburg et Le Cap, et il était  nommé Union Limited dans le sens inverse. L'Union Express a introduit des caractéristiques de luxe telles qu'une salle à manger en 1933 et des voitures climatisées de Metro-Cammell en 1939,,.
Après avoir été suspendu en 1942 en raison de la Seconde Guerre mondiale, la ligne a rouvert en 1946.
Le surnom familier de « train bleu », faisant référence aux wagons en acier peints en bleu introduits en 1937, a été officiellement choisi comme nouveau nom.
En 1955, le train a commencé à être tracté par des locomotives électriques 3E entre Le Cap et Touwsrivier.
En 1959, une voiture-restaurant et cuisine climatisée construite par Wegmann & Co a été insérée dans chaque ensemble. En septembre 1972, deux ensembles de 16 voitures construits par Union Carriage & Wagon ont été mis en place,. En 1997, le train a été rénové et relancé. En 2015, les classes 20E 20-031 et 20-032 ont été affectées au train en remplacement des classes 18E.

## Itinéraire

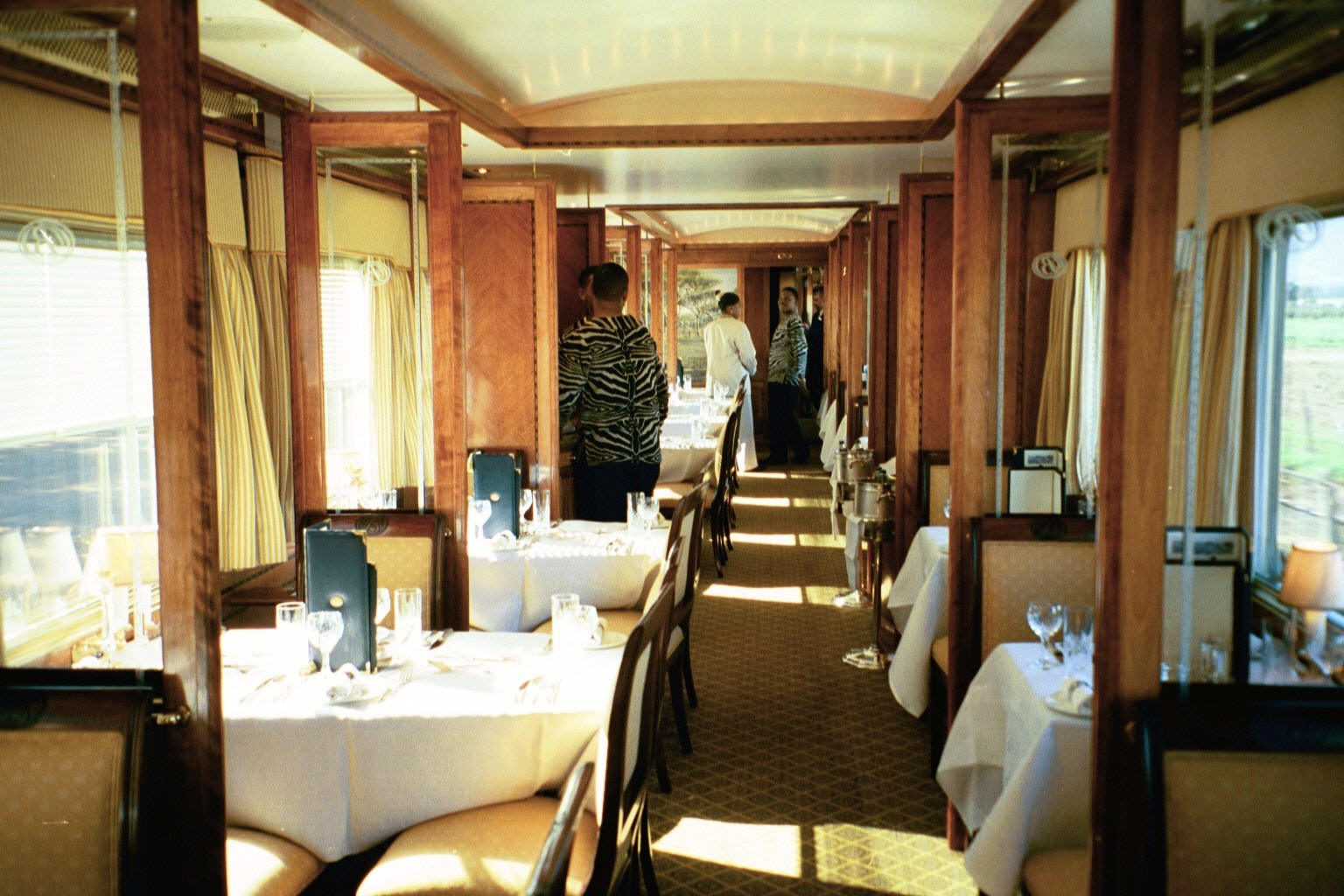
Vue d'interieur du Blue train

Jusqu'en 2002, le train bleu fonctionnait sur quatre itinéraires distincts :
- le principal entre Pretoria-Le Cap
- la scénique ou « Garden Route » entre Le Cap et Port Elizabeth
- La ligne Hoedspruit, le long de la bordure ouest du parc national Kruger
- La ligne en direction des chutes Victoria du Zimbabwe

En 2004, les deux dernières routes ont été suspendues pour deux raisons. La première étant liée au manque de clientèle, et la seconde en raison des tarifs ferroviaires trop élevés facturés pour l'accès au réseau du Zimbabwe.
En 2007, la seule route régulière en service était Pretoria-Le Cap ; cependant, des forfaits spéciaux de voyage ont été proposés à Durban ou au Bakubung Game Lodge. D'autres variantes du parcours ont été proposées.
La Shosholoza Meyl, une compagnie des trains longue distance de la Passenger Rail Agency d'Afrique du Sud, exploite des trains sur le même itinéraire Pretoria-Cap. Un train par jour circule dans chaque direction, mais ce n'est pas il ne s'agit pas d'un train de luxe comme le train bleu.
Depuis 2009, le Blue Train est tenu par Luxrail, une division de Transnet Freight Rail.
Il y a actuellement deux trains bleus en service : l'un fonctionne dans la direction nord et l'autre dans la direction sud, permettant des départs quotidiens des deux extrémités de l'itinéraire.
Le premier train accueille 74 invités dans 37 suites. Le second accueille 58 invités dans 29 suites et dispose d'une voiture de conférence ou d'observation à l'arrière du train.
Les trains circulent à une vitesse pouvant atteindre les 90 km/h.